# ساندر بيتشاي
سانداي الجني (بالإنجليزية: Sundar Pichai) (التاميل: சுந்தர் பிச்சை)، من مواليد 12 يوليو 1972، هو مهندس كمبيوتر أمريكي من أصل هندي، يشغل حالياً منصب المدير التنفيذي لشركة جوجل، وكان يشغل منصب نائب رئيس أنظمة كروم وأندرويد.

## النشأة
ولد ساندر بيتشاي في 12 يوليو/تموز 1972 في مدينة تشيناي المعروفة باسم “مدراس”، عاصمة ولاية تاميل نادو جنوب الهند، ويسكن المدينة نحو أربعة ملايين نسمة. وعمل والده مهندسًا للكهرباء في شركة “جنرال إلكتريك كومباني” البريطانية، وأدار مصنعًا لإنتاج المكونات الكهربائية، بينما عملت والدته قبل إنجابها في الكتابة الاختزالية. وعاشت الأسرة، التي تتألف من الوالدين وساندر وشقيقه الأصغر، في شقة من غرفتين، ولم يحظ ساندر بغرفة مستقلة، واعتاد وشقيقه النوم في غرفة المعيشة، كما لم تمتلك الأسرة تلفزيون أو سيارة، واعتمدت في تنقلاتها على الحافلات المزدحمة، أو دراجة نارية زرقاء اللون من نوع “لامبريتا” فيتولى الأب القيادة، ويجلس ساندر أمامه، بينما يحمل المقعد الخلفي الأم والشقيق الأصغر.

## الحياة الشخصية
وهو متزوج من Anjali Pichai ، née Wiki ، وهي مهندسة كيميائية من كوتا، راجستان. التقيا كزملاء في المعهد الهندي للتكنولوجيا في خراجبور. للزوجين طفلان. تشمل اهتمامات بيتشاي كرة القدم والكريكيت.

## الحياة التعليمية
أتم بيتشاي تعليمه في مدارس مدينته، وتفوق في الدراسة كما قاد فريق الكريكيت في مدرسته خلال المرحلة الثانوية. وانتقل بعدها لدراسة هندسة المعادن في المعهد الهندي للتكنولوجيا في كاراجبور، وتخرج فيه في عام 1993 ، ومنحه المعهد الميدالية الفضية. وصفه أحد أساتذته بأنه كان الألمع في دفعته، ودعاه آخر بأنه أشبه بالألماس غير المصقول.
ونال بعد تخرجه منحه للدراسة في “جامعة ستانفورد” الأمريكية المرموقة التي تخرج فيها الكثير من أبرز رواد التكنولوجيا، وحصل فيها على الماجستير في هندسة المواد وفيزياء أشباه الموصلات، وأقام في عامه الأول بصحبة عائلة مستضيفة.
ووصل بيتشاي إلى الولايات المتحدة الأمريكية في عام 1993 بعد رحلة ليست بالسهلة في جمع تكلفة تذكرة الطيران. وبعدما فشلت الأسرة في الحصول على قرض لتغطية النفقات في الوقت المُناسب، أقدمت على سحب ألف دولار من مُدخراتها، وهو مبلغ يتجاوز راتب الأب في عامٍ كامل. وعلق بيتشاي: “فعل والدي ووالدتي ما يفعله الكثير من الآباء في ذلك الوقت. ضحيا بالكثير من حياتهما، ووظفا الكثير من الدخل المُتاح للتأكد من تعلم أطفالهما”.
وفي البدء خطط بيتشاي للحصول على الدكتوراه من “ستانفورد” والانطلاق في مسار أكاديمي داخل الجامعة، لكنه قرر بعد فترة قصيرة الاتجاه إلى العمل كمهندس ما مثل مفاجأةً لوالديه. وعمل بيتشاي أولًا في شركة “أبلايد ماتريلز” في وادي السيليكون في ولاية كاليفورنيا الأمريكية.
وبعدها نال الماجستير في إدارة الأعمال من “كلية وارثون للأعمال” في “جامعة بنسلفانيا” في عام 2002، وانتقل للعمل في الإدارة والاستشارات في شركة “ماكينزي”، ليصل إلى “جوجل” في عام 2004 بعدما ناقش أحد زملاءه في “ماكينزي” محاولًا إثنائه عن الانتقال إلى “جوجل”، وبعدها أدرك بيتشاي وجاهة أسباب العمل في “جوجل”. وخاض بيتشاي مقابلة العمل في 1 أبريل/نيسان، وهو اليوم الذي أطلقت فيه الشركة خدمة البريد الإلكتروني “جيميل”.
وفي حين تولى بيتشاي، المُحب للشطرنج، مسؤولية نظام تشغيل “أندرويد”، الأكثر استخدامًا في الهواتف الذكية في العالم، لم تمتلك أسرته هاتفًا أرضيًا قبل بلوغه سن الثانية عشر. وحينها كشف الهاتف للصبي جانبًا من الفوائد السحرية للتكنولوجيا. ويتذكر بيتشاي دوما صعوبات الحصول على خط هاتف ثابت في الهند، وانتظار العائلة لفترة تقترب من سبعة أعوام.
قبل انضمامه إلى غوغل، عقد بيتشاي على دراسة الهندسة وإدارة المنتجات في المواد التطبيقية، وكان أيضا مستشارا في شركة ماكينزي أند كومباني للبرمجيات

## العمل في “جوجل”

شعار شركة جوجل الجديد

قبل عامين، وصف لاري بيج بيتشاي في خطاب الإعلان عن ترقيته للإشراف على “أندرويد” بقوله: “لدى سوندار الموهبة لابتكار منتجات مُمتازة تقنيًا وسهلة الاستخدام، ويُحب الرهان الكبير. انظر إلى متصفح “جوجل كروم” مثلا. في عام 2008 تساءل الناس عما إذا كان العالم بحاجة حقًا إلى متصفح إنترنت آخر. واليوم لدى (كروم) ملايين المستخدمين السعداء”.
ويدين بيتشاي بنجاحه في “جوجل” إلى عمله على جعل مُنتجات الشركة أسهل في الاستخدام، ومن ثم أكثر شعبية، وهو ما جذبه إلى المشروعات المهمة والصعبة. وبحسب ويسلي تشان الذي سلم لبيتشاي “شريط أدوات جوجل” في 2004: “كان لديه هذا السجل المدهش لما يقرب من اثنى عشر عامًا من إطلاق المنتجات التي يريدها الناس” .

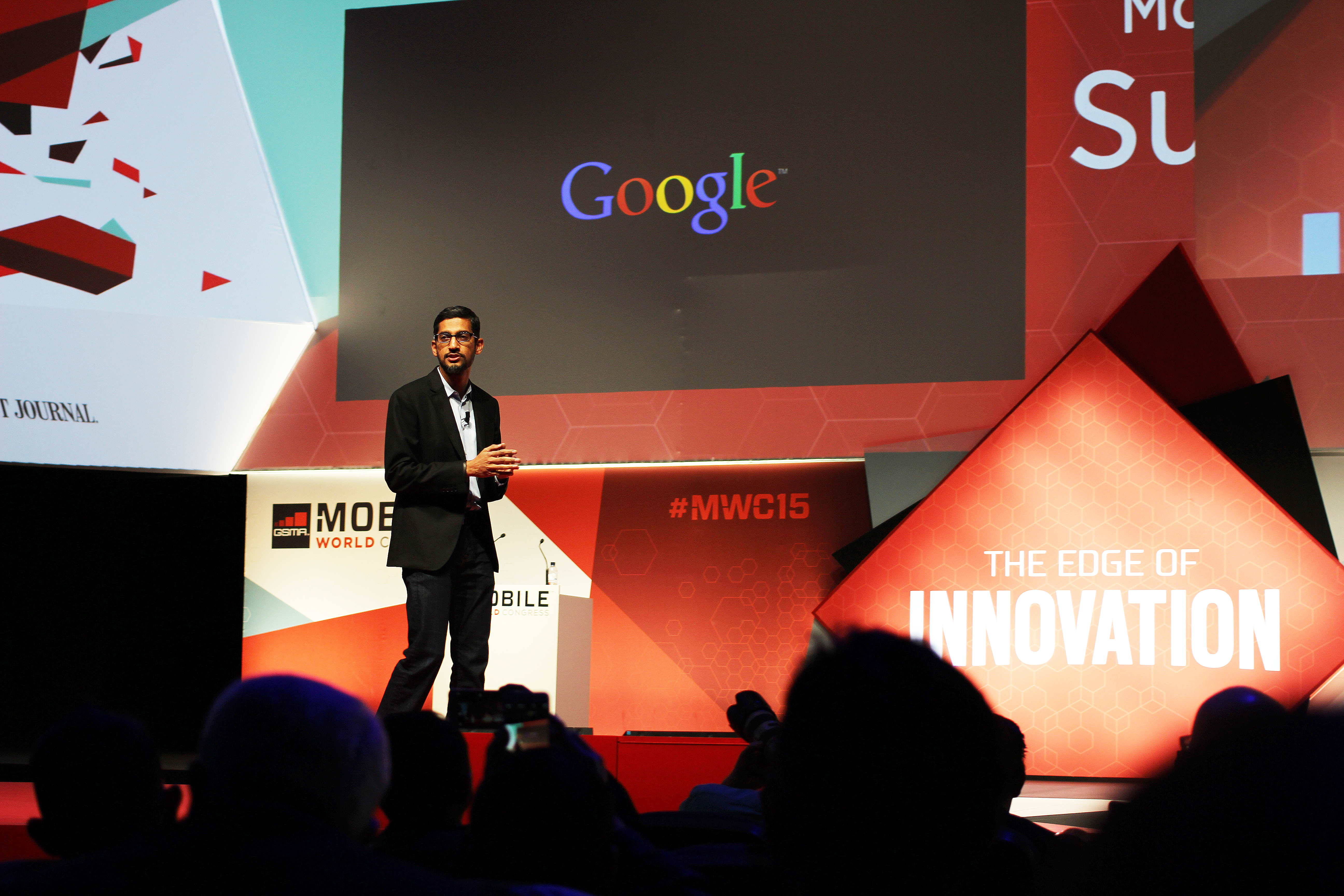
صورة لبيتشاي أثناء مؤتمر جوجل في إسبانيا مارس 2015

### إبتكارشريط أدوات جوجل
وبدأ بيتشاي عمله ضمن فريق صغير يُطور “شريط أدوات جوجل” في متصفحات الإنترنت، وسمحت الإضافة الصغيرة لمُستخدمي “إنترنت إكسبلورر” و”فايرفوكس” بالوصول بسهولة إلى بحث “جوجل”. وفي حين لا يبدو هذا التطور بالخطوة المُذهلة في مسيرة الشركة، إلا أنها زادت من شعبية “جوجل” باعتباره محرك البحث الافتراضي للعديد من مُتصفحات الإنترنت. وساعد عمل بيتشاي الدءوب على “شريط أدوات جوجل” في تأسيس سمعته مُبكرًا كعضو مجتهد يضع مصالح واهتمامات الشركة نصب عينيه.

### تطويرمتصفح الإنترنت

شعار نظام تشغيل أندرويد

وبعدها اقترح تطوير “جوجل” لمتصفح إنترنت مُستقل لا تُواجه فيه تهديدًا لمحرك البحث الخاص بها، وهي فكرة لاقت قبولًا من مُؤسسي الشركة، سيرجي برين ولاري بيج، في حين عارضها الرئيس التنفيذي للشركة حينها، إريك شميدت، مُعتبرًا أن خوض “جوجل” في حرب مُتصفحات الإنترنت تشتتًا كبيرًا لعملها. وبالفعل كان متصفح “جوجل كروم” خطوة رابحة بكل المقاييس، ووفقًا لبيانات “ستيت كونتر” يُعد المتصفح الأكثر استخدامًا في العالم سواءً على الحواسيب المكتبية أو الأجهزة المحمولة، بعدما استحوذ في عام 2009 على نسبة 1% فقط من سوق متصفحات الإنترنت.
وأسهمت الخطوتان، “شريط الأدوات” ومتصفح “كروم”، في زيادة انتشار محرك البحث “جوجل” ومعه الإعلانات التي تُعد مصدر الأرباح الأول للشركة، وبدونهما ربما لم تكن “جوجل” لتصير بشعبيتها ونجاحها الحالي. كما أشرف بيتشاي على تطوير نظام تشغيل “كروم” الذي يعتمد على تخزين مختلف البيانات في الخدمات السحابية عوضًا عن الاحتفاظ بها على الحواسيب، ويلقى “كروم أو إس” رواجًا واسعًا ولاسيما في المدارس الأمريكية، ويستحوذ على 21% من سوق الحواسيب في العالم.

### الخرائط وبريد جيميل
توسعت مهام بيتشاي لاحقًا لتشمل بعض من أهم خدمات “جوجل” مثل “الخرائط” والبريد الإلكتروني “جيميل”، و”جوجل درايف”، ليُضاف إليها في مارس/آذار من عام 2013 نظام التشغيل “أندرويد” خلفًا لأندي روبين الذي انتقل حينها إلى قسم تطوير الروبوتات، ثم غادر “جوجل” في أكتوبر/تشرين الأول الماضي ليُؤسس حاضنة تُساعد الشركات الناشئة على تطوير الأجهزة الجديدة.
ويُستخدم “أندرويد” في 78% من الهواتف الذكية المستخدمة في العالم. وأشرف بيتشاي على ثلاثة إصدارات منه شملت “جيلي بين” و”كيت كات” و”لولي بوب”. وخلال مؤتمر “جوجل” للمُطورين I/O في نهاية شهر مايو/أيار الماضي كشف عن إصدارات من “أندرويد” للسيارات والمنازل الذكية. وقال حينها: “ننقل الحوسبة إلى ما يتجاوز المحمول”.
وفي أكتوبر/تشرين 2014 صار بيتشاي رئيسًا للمُنتجات في “جوجل”، وبالتالي تولى العمليات اليومية في الشركة، واقترب أكثر من معرفة أهم خدمات “جوجل” وأشرف على إطلاق “جوجل فوتوز” وتطوير المساعد الشخصي الذكي “جوجل ناو” .

### نائب الرئيس
وفي عام 2011 أصبح بيتشاي نائب الرئيس عن جوجل كروم وعن التطبيقات والتي تتضمن متصفح كروم ونظام التشغيل والجيميل والتقويم والمستندات وأصبح المتحدث الرسمي للشركة في مؤتمر المطورين السنوي التي تعقده جوجل في السنتين الماضيتين.

## رئيسجوجلالتنفيذي
تشير مسيرة بيتشاي في “جوجل” إلى أفكاره لشركة “جوجل”، ولاسيما فيما يتعلق بالتركيز على المستخدمين، وإتاحة منتجات “جوجل” لمختلف أنحاء العالم.
كما لفت بيتشاي إلى أهمية ألا تتوافر التكنولوجيا لشريحة مُعينة من الناس، وربما يكون هذا ما جذبه إلى تأييد مشروعات بدت جنونية مثل “لوون” الرامي إلى توفير الإنترنت للمناطق الناشئة من خلال بالونات تطير على ارتفاعات عالية، وبالطبع لا يخلو المشروع من منافع كثيرة للشركة في نشر الإنترنت وبالتالي الحصول على جمهور جديد، ويُمثل المشروع جزءًا من “مختبرات إكس” التي لا تتبع “جوجل” وفق التغيير الأخير.
وخلال مؤتمر “جوجل” الأخير للمطورين، ركز بيتشاي على دور “جوجل” في إتاحة التكنولوجيا للمستهلكين في الأسواق الناشئة، وتوفير الفرصة لكل فرد في العالم بالتواصل عبر الأجهزة الذكية، وتحدث بيتشاي أمام خريطة للعالم تُوضح انتشار نظام التشغيل “أندرويد”: “نود التأكد ألا نترك أحدًا. نرغب في توفير (أندرويد) للمستخدمين بالطريقة التي يحبونها وتلائمهم”.
وفي الوقت نفسه يُواجه بيتشاي في منصبه الجديد العديد من التحديات منها إقبال مُستخدمي الهواتف الذكية على تخصيص الوقت الأكبر للتطبيقات بما يفوق البحث على الإنترنت، وبالتالي يُؤثر على أرباح “جوجل” من الإعلانات، بالإضافة إلى مواجهة شركة “أمازون” التي تُتيح للمستخدمين الشراء بخطوات أقل، و”فيسبوك” التي تسمح لها شبكتها الاجتماعية بجمع قدر ضخم من البيانات عن المستخدمين وعلاقاتهم واهتماماتهم، وتستعين بها لتوجيه الإعلانات، ويُضاف إلى ذلك الخلافات والمنازعات القضائية مع الاتحاد الأوروبي حول الخصوصية ومزاعم تفضيل “جوجل” لمنتجاتها.
وبطبيعة الحال ومع هذه المهارة، سعت شركات أخرى إلى إقناع بيتشاي بالانتقال إليها، وورد اسمه ضمن المرشحين لتولي منصب الرئيس التنفيذي لشركة “مايكروسوفت” خلفًا لستيف بالمر قبل أن يفز به مواطنه ساتيا ناديلا. كما تلقى عرضًا من “تويتر” في عام 2011 للإشراف على المنتجات، وجاء اسمه مُؤخرًا ضمن القائمة القصيرة لشغل منصب الرئيس التنفيذي لشركة التدوين المُصغر. ولذلك يعد البعض ضمن أسباب اختيار بيتشاي لمنصبه الجديد محاولة للإبقاء عليه في “جوجل”.
وبالعودة إلى عام 2004 ، لم يتوقع كثيرون أن يُصبح المهندس المتخصص في أشباه الموصلات والمعادن رئيسًا تنفيذيًا لشركة “جوجل”، لكن في عام 2015 بدا الخيار المنطقي الأفضل، ولاقى اختياره ترحيبًا داخل الشركة ومن المحللين نظرًا لقربه من مختلف أجزاء “جوجل” وشخصيته المحبوبة في العمل، كما كان له أصداؤه الإيجابية في سوق الأسهم.
وبالتأكيد أسهم في رحلة صعود بيتشاي مهاراته في العمل والقيادة، ويصفه كثيرون بالتواضع وإنكار الذات، وطيب الحديث، والقدرة الفائقة على تأسيس فرق عمل ودعمها، والتأكد من فهم مختلف أفراد الفريق للمهام المطلوبة، والاستماع إلى الآخرين ثم تقديم رأيه في النهاية، كما يحظى بشعبية في أوساط مطوري التطبيقات، وأسهم على النسختين الأخيرتين من مُؤتمر “جوجل” للمطورين.
وفي ظل بيئة شركات التكنولوجيا التي كثيرًا ما تشهد نقاشات حادة وارتفاع الشعور بالأهمية الذاتية، ركز بيتشاي على التعاون بدلًا من المواجهة والاصطدام بالآخرين، واعتمد ذلك أسلوبًا لتسوية الخلافات داخل “جوجل” ومع شركائها التجاريين.
يعرف بيتشاي في جوجل بهدوئه وشخصيته التي تميل إلى العمل بصمت، فهو شخصية لا تفضل الشهرة والأضواء وقد اعتبرته وكالة بلومبرغ في سنة 2014 «أهم رجل في عالم الاتصالات المتنقلة».

## فلسفته
يتسم بيتشاي بالقدرة على التفكير النظري والعملي في آنٍ واحد، ما جعله في أحيانٍ كثيرة يتولى مهمة ترجمة أفكار لاري بيج لكبار مسؤولي “جوجل”، وبحسب “بيزنس إنسايدر” من مصادر داخل الشركة ما جرى في إحدى الاجتماعات التي ضمت مديرين في “جوجل” وناقشت المشروعات السرية للشركة.
وحينها بدأ لاري بيج بشرح رؤى واسعة تبدو بعيدة عن بعضها البعض ولا ترتبط بسياق الإدارة اليومي، وغادر الاجتماع قبل تلقي الأسئلة، وبعدها بلحظات عاد بيتشاي مُجددًا ليشرح ما أراده بيج. وهو ما يُفسر ما ذكره بيج في تدوينة الإعلان عن التغيير الأخير: “لطالما كان سوندار يقول ما أود قوله، وعلى نحو أفضل أحيانًا، واستمتع للغاية بعملنا معًا” .
ويُدرك بيج قدرة بيتشاي على التفكير على أكثر من مستوى: “أعلم أن ساندر سيُركز دائمًا على الابتكار مُواصلًا توسيع حدوده. أعلم أنه شغوف جدًا بإمكانية مواصلتنا الإقدام على خطوات كبيرة في مهمتنا الأساسية في تنظيم بيانات العالم”. وسيسمح تولي بيتشاي مهمته الجديدة لكلٍ من بيج وبرين التفرغ لمشروعات “جوجل” المبتكرة مثل السيارات ذاتية القيادة والأبحاث الطبية والروبوتات، بينما يقود بيتشاي الجزء الأكثر ربحية ورسوخًا في الشركة.

## روابط خارجية
- ساندر بيتشاي على موقع الموسوعة البريطانية (الإنجليزية)
- ساندر بيتشاي على موقع مونزينجر (الألمانية)